# Ryosuke Yamanaka
Ryosuke Yamanaka (山中 亮輔, Yamanaka Ryōsuke, Kashiwa, 20 april 1993) is een Japans voetballer die als verdediger speelt bij Urawa Red Diamonds.

## Carrière

### Clubcarrière
Yamanaka begon zijn carrière in 2012 bij Kashiwa Reysol. In het seizoen 2014 kwam hij op huurbasis uit voor JEF United Chiba. Hij tekende in 2017 bij Yokohama F. Marinos. In 2 jaar speelde hij er 54 competitiewedstrijden. Hij tekende in 2019 bij Urawa Red Diamonds.

### Interlandcarrière
Yamanaka maakte op 20 november 2018 zijn debuut in het Japans voetbalelftal tijdens een vriendschappelijke wedstrijd tegen Kirgizië.

## Statistieken
| Japans voetbalelftal | Japans voetbalelftal | Japans voetbalelftal |
| Jaar                 | Wed.                 | Dlp.                 |
| -------------------- | -------------------- | -------------------- |
| 2018                 | 1                    | 1                    |
| 2019                 | 1                    | 0                    |
| Totaal               | 2                    | 1                    |